# Ekestubbe (ointroducerad)
För den adliga ätten nr 285, se Ekestubbe (introducerad)
Ekestubbe är en svensk senmedeltida frälsesläkt från Västmanland, även kallad Våla-Vikersgårdssläkten och av N.W Marks von Würtenberg i sina Stamtavlor över Ointroducerade ätter kallad Ållonstock.
Torbiörn Pedersson på Våla i Munktorps socken, häradshövding 1545-1547 och senare häradsdomare i Snevringe härad, förlänades 26 januari 1544 frälse och sköldemärke av Gustav Vasa. Gift med Anna Stensdotter (Böjd arm), dotter till frälsemannen Sten Olofsson (Böjd arm) 1445-1515 och Karin Matsdotter (Gaffelstyckad sköld) 1485-1545.
Sonen Frans Torbjörnsson (känd från 1571) erhöll av hertig Karl ytterligare bekräftelse den 22 maj 1596 på Örebro Slott. Dennes son i sin tur, Torbjörn Fransson (Ekestubbe) (känd från 1612), tjänstgjorde vid Upplands ryttare (som upphöjdes till kunglig livtrupp för insatser under Karl X Gustav), Livregementet till häst (det äldre)) och deltog även flitigt i andra polska kriget.
Ättens existens uppmärksammades på 1750-talet av Petrus Engberg, som efter en rad efterforskningar efter sköldebreven 1760 insände sitt material till Daniel Tilas. Riksdagsmannen Johan Johansson i Noraskog publicerade 1897 en utredning om släkten under titeln Vikers-Ekestubbe-slägten med hjälp av genealogen friherre Daniel Tilas underlag.

## Vapen
Sköld: I grönt fält en i båda ändar avhuggen stock av guld med tre ekollon. Grönt hjälmtäcke fodrat med guld. Hjälmprydnad: Tre ekollon av guld.
I brevet från 1544 fastställs såsom sköldemärke "Trij Ållon af en afhuggen Stock, och vthi etth grönth fieldh". Hjälmprydnaden och guldfärgen framkommer först i målningen i 1596 års brev. Vapnet kan användas av agnatiska efterkommande till Frans Torbjörnsson.